# Agbani Darego
Agbani Darego, de son vrai nom Ibiagbanidokibubo Asenite Darego, née le 22 décembre 1982 à Lagos au Nigeria, est un mannequin de nationalité nigériane, qui a été élue Miss Monde 2001.

## Biographie
Agbani Darego est née dans une famille de huit enfants originaire d'Abonnema, dans l'État de Rivers[réf. nécessaire]. Lorsqu'elle avait deux ans, sa famille a déménagé à Port Harcourt, où elle a vécu dans le quartier de D-Line (en).
Après avoir terminé ses études secondaires, elle a étudié pendant un an l'informatique à l'université de Port Harcourt.
En 2001, Agbani Darego a été couronnée Miss Nigeria 2001, puis Miss Monde la même année. Son succès a été reçu avec de la fierté au Nigeria, bien qu'un journal, le Vanguard ait parlé d'une occidentalisation des mœurs, que des dignitaires musulmans aient condamné ce type de « concours de beauté » qui la couronne et que, par ailleurs, plusieurs Miss dont Miss France et Miss Belgique aient menacées de boycotter le pays si ses autorités fédérales n'intervenaient pas pour Amina Lawal, une mère célibataire condamnée être lapidée pour adultère par un tribunal islamique du nord du Nigeria.
À partir de 2002, elle a commencé une carrière internationale à Londres puis New York, où elle a repris des études de psychologie à l'Université de New York.